# Венероидни миди
Венероидните миди (Veneroida) са разред двучерупчести мекотели. Те са едни от най-широко разпространените миди. Първите вкаменелости от тази група датират от времето на периода ордовик.

## Описание
Черупките на венероидните миди обикновено са плътни, дебели, симетрични (с еднаква форма) и изометрични (с еднакви мускули).

## Разпространение и местообитание
По-голямата част от тези миди са соленоводни и се срещат във всички морета и океани, но също така има и няколко вида, които са сладководни.

## Класификация
Разредът включва около 1000 вида разпределени в 17 надсемейства.
Разред Венероидни миди
- Надсемейство Arcticoidea Newton, 1891
  - Семейство Arcticidae Newton, 1891
  - Семейство Trapezidae Lamy, 1920
- Надсемейство Astartoidea d'Orbigny, 1844
  - Семейство Astartidae d'Orbigny, 1844
  - Семейство Cardiniidae Zittel, 1881
- Надсемейство Cardioidea Lamarck, 1809
  - Семейство Сърцевидки (Cardiidae) Lamarck, 1809
- Надсемейство Carditoidea J. Fleming, 1828
  - Семейство Carditidae Fleming, 1828
  - Семейство Condylocardiidae Bernard, 1897
- Надсемейство Chamoidea Lamarck, 1809
  - Семейство Chamidae Lamarck, 1809
- Надсемейство Corbiculoidea J. E. Gray, 1847
  - Семейство Corbiculidae Gray, 1847
  - Семейство Pisidiidae Gray, 1857
- Надсемейство Crassatelloidea Ferussac, 1822
  - Семейство Crassatellidae Ferussac, 1822
- Надсемейство Cyamioidea Sars, 1878
  - Семейство Cyamiidae Philippi, 1845
  - Семейство Neoleptonidae Thiele, 1934
  - Семейство Sportellidae Dall, 1899
- Надсемейство Dreissenoidea Gray, 1840
  - Семейство Dreissenidae Gray, 1840
- Надсемейство Galeommatoidea J. E. Gray, 1840
  - Семейство Galeommatidae Gray, 1840
  - Семейство Lasaeidae Gray, 1847
  - Семейство Leptonidae Gray, 1847
- Надсемейство Glossoidea J. E. Gray, 1847
  - Семейство Glossidae Gray, 1847
  - Семейство Kelliellidae Fischer, 1887
  - Семейство Vesicomyidae Dall et Simpson, 1901
- Надсемейство Lucinoidea J. Fleming, 1828
  - Семейство Cyrenoididae H. et A. Adams, 1857
  - Семейство Fimbriidae Nicol, 1950
  - Семейство Lucinidae Fleming, 1828
  - Семейство Mactromyidae Cox, 1929
  - Семейство Thyasiridae Dall, 1901
  - Семейство Ungulinidae H. et A. Adams, 1857
- Надсемейство Mactroidea Lamarck, 1809
  - Семейство Anatinellidae Gray, 1853
  - Семейство Cardilidae Fischer, 1887
  - Семейство Mactridae Lamarck, 1809
  - Семейство Mesodesmatidae Gray, 1839
- Надсемейство Solenoidea Lamarck, 1809
  - Семейство Pharidae H. Adams et A. Adams, 1858
  - Семейство Solenidae Lamarck, 1809
- Надсемейство Tellinoidea Blainville, 1814
  - Семейство Donacidae Fleming, 1828
  - Семейство Psammobiidae Fleming, 1828
  - Семейство Scrobiculariidae H. et A. Adams, 1856
  - Семейство Semelidae Stoliczka, 1870
  - Семейство Solecurtidae Orbigny, 1846
  - Семейство Tellinidae Blainville, 1814
- Надсемейство Tridacnaoidea Lamarck, 1819
  - Семейство Тридакнови (Tridacnidae) Lamarck, 1819
- Надсемейство Veneroidea Rafinesque, 1815
  - Семейство Glauconomidae Gray, 1853
  - Семейство Petricolidae Deshayes, 1831
  - Семейство Turtoniidae Clark, 1855
  - Семейство Veneridae Rafinesque, 1815